# Терминатор 3: Бунтът на машините
„Терминатор 3: Бунтът на машините“ (на английски: Terminator 3: Rise of the Machines), (известен също като Т3) е научнофантастичен филм на режисьора Джонатан Мостоу от 2003 г.

## Сюжет
Внимание:  Текстът по-долу разкрива сюжета на произведението (или части от него)!
Десетилетие е изминало откакто Джон Конър е спомогнал да се предотврати настъпването на деня на Страшния съд и е спасил човечеството от масово унищожение. Сега на 25 години, Конър живее извън правилата – без дом, без кредитни карти, без мобилен телефон и без работа. Няма записани данни за неговото съществуване. И няма как да бъде проследен от Скайнет – високо развитата мрежа на машините, които преди се опитаха да го убият и водят война с човечеството.
Докато от мрачните сенки на бъдещето не пристига T-X, най-съвършената убийствена машина киборг на Скайнет. Изпратена назад във времето, за да довърши работата, която нейният предшественик T-1000 не е успял, машината е толкова безмилостна, колкото красива е човешката ѝ обвивка.
Сега единствената надежда на Конър за оцеляване е Терминаторът – неговият загадъчен предишен нападател. Заедно те ще триумфират над технологичното съвършенство на T-X и отново ще предотвратят настъпването на Страшния съд.

## Актьорски състав
| Актьор             | Роля |
| ------------------ | --- |
| Арнолд Шварценегер | Терминатор |
| Ник Стал           | Джон Конър, Стал заменя Едуард Фърлонг от втория филм. |
| Клеър Дейнс        | Катрин „Кейт“ Брустър, бивш съученик на Джон и годеник на Скот. |
| Кристана Локен     | T-X, напреднал Терминатор, изпратен обратно да убие лейтенантите от съпротивата на Джон |
| Дейвид Андрюс      | Генерал Лейтенант Робърт Брустър, бащата на Кейт, който също е програмен директор в CRS, който придоби останалите активи на Cyberdyne Systems. |
| Марк Фамилиети     | Скот Мейсън, Годеникът на Кейт, който е убит от T-X. Първоначално героят се казваше Скот Питърсън, но името беше променено, за да се избегне асоциирането със случая, свързан с убийството на Лачи Питърсън и нейния нероден син Конър от нейния съпруг Скот Питърсън. Във финалните надписи името му все още е посочено като „Скот Петерсън“. |
| Ърл Боуен          | Доктор Питър Силбърман: Повтаряйки ролята си от първите два филма, Боен се появява в една сцена, опитвайки се да утеши Кейт, след като е станала свидетел на действията на Терминатора. |

## Интересни факти
- Много филмови студия отдавна искат да направят продължение на предишните филми за Терминатор, но Арнолд Шварценегер дълго време отказва да се върне към ролята на робот убиец, тъй като приятелят му, режисьорът Джеймс Камерън, също не иска да снима нов филм във франчайза. В крайна сметка Шварценегер се съгласява да участва в „Терминатор 3“, като се вслушва в съвета на Камерън, който му казал: „Просто го направи и поискай много пари“.
- Хонорарът за участието на Арнолд Шварценегер във филма е 29,25 милиона долара, което е абсолютен рекорд в Холивуд по това време. Самият договор се състои от 33 страници и освен огромната сума съдържа и много отделни „бонуси“, предоставени на Шварценегер: полети само с частни самолети, напълно оборудвана фитнес зала, луксозен апартамент с три спални за живеене, денонощна лимузина с личен шофьор, лични бодигардове, както и 20% от брутните приходи, получени от разпространението на самия филм и всички свързани с това приходи (пускане на видео и DVD, използване на символи, компютърни игри и др.).
- За да си върне загубената физическа форма, Арнолд Шварценегер тренира шест месеца преди снимките, по около три часа на ден.
- Едуард Фърлонг първоначално е трябвало да повтори ролята си на Джон Конър, но през декември 2001 г. е отстранен от филма, вероятно поради употребата на наркотици.
- Освен Арнолд Шварценегер (Терминаторът), Ърл Боен (д-р Питър Силбърман) е единственият актьор, който се появява в първите три филма за Терминатора.
- По време на снимките на сцената на първата битка между Терминатора и Катрин Брустър, Арнолд Шварценегер предлага актрисата Клеър Дейнс да не се сдържа и да го бие истински.
- Арнолд Шварценегер отпуска допълнителни 1,4 милиона долара от възнагражденията си за специални ефекти, за да осигури грандиозната сцена, в която строителен кран с тегло 140 тона разбива стъклена сграда на части (този декор е построен за две седмици).
- За ролята на T-X Кристана Локен натрупва около 7 килограма мускулна маса, за да съответства на имиджа на женски терминатор. Тъй като ролята на T-X включва минимум текст, Локен трябва да вземе уроци по пантомима, за да изразява емоции чрез мимики и жестове. Освен това Локен прекарва много време на стрелбището, практикувайки основи на ръкопашен бой и дори тренира бягане на 5-сантиметрови токчета.
- Стенли Уинстън и екипът му създават роботизирани манекени в естествен размер за Арнолд Шварценегер и Кристана Локен, тъй като актьорите и каскадьорите не са в безопасност при някои от експлозиите и престрелките.
- Персонажът на младоженеца Катрин Брустър е наречен Скот Петерсен в оригиналния сценарий. Но поради сходството на името с истинския престъпник Скот Питърсън (осъден за убийството на бременната си съпруга и нероденото им дете), името на героя е променено на Скот Мейсън, въпреки че в надписите той все още е посочен като Скот Петерсен.
- Сцената, в която Терминаторът носи ковчег на рамото си, в който има оръжия и Джон Конър, и в същото време също стреля, се оказва трудна за Шварценегер: фалшивият ковчег, колкото и да е лек, продължавал да се плъзга и пада. Затова закрепят реквизита на рамото на Арнолд с въже, което след това премахват от кадрите по време на окончателния монтаж на филма.
- „Човешки черепи“ в „бъдещите“ сцени са направени от топки за пинг-понг.
- Сцената с уголемяването на бюста на T-X изискват няколко снимки, защото балоните, скрити под сутиена на Кристиана Локен, не сработват правилно. Няколко пъти балоните се спукват и няколко пъти просто не се надуват.
- В оригиналния сценарий Ланс Хенриксен трябва да играе детектив Вукович. Неговият герой трябва да се появи в инвалидна количка, тъй като в „Терминаторът“ Вукович е сериозно ранен по време на разрушаването на полицейското управление.
- На снимачната площадка на пристигането на T-X от бъдещето, Локен е напълно гола и боса, заради което е сериозно ранена, стъпвайки върху парче стъкло, което засяда в крака ѝ.
- Арнолд Шварценегер получава леко нараняване на ръката си, докато снима сцената с престрелка в гробището. Едно от малките устройства, прикрепени към външната страна на ковчега и симулиращи удар от куршум, експлодира до ръката му.
- Първоначално ролята на T-X (персонажът дори се наричал по различен начин - T-1G) не трябвало да бъде жена, затова много мъже актьори, включително Вин Дизел и Шакил О'Нийл, кандидатстват за тази роля. По-късно е решено, че T-X ще бъде жена терминатор, а Фамке Янсен и бившият борец от WWE Чайна (Джоан Лаурер) са разгледани за тази роля, но Кристана Локен е избрана по лична препоръка на Шварценегер.
- Една от най-трудните сцени за заснемане за Кристана Локен е сцената, когато T-X се „намагнетизира“ към ускорителя на частиците. Актрисата трябва да бяга, а след това рязко да „задържи“ ръцете към твърдата повърхност на декора, в резултат на което гърбът и ръцете ѝ са покрити със синини в продължение на няколко седмици.
- Създателите на филма наистина искат героинята на Сара Конър да се появи отново във филма, но Линда Хамилтън отказва и затова е включена сцена с фалшивия ковчег на Сара и обяснението, че тя е починала от левкемия през 1997 г.
- Toyota Motor Corporation предоставя седем камиона Toyota Tundra за заснемането на филма, които са унищожени по време на снимките.
- Тайната военна база «Кристален връх» всъщност е изоставен военен център, разположен близо до Грийнбриър, Западна Вирджиния.
- След като T-X поврежда основното си оръжие, изгледът от първо лице показва избор на различни възможности за оръжие. От дясната страна на екрана едно от оръжията се нарича "Rumsfeld P81". Доналд Ръмсфелд е министър на отбраната по време на президентството на Джордж Уокър Буш.
- Оригиналният лозунг на филма е „Войната започва през 2003 г.“, но тъй като в този момент по света има изключително напрегната политическа ситуация и наистина има война в Ирак с участието на САЩ, текстът е променен на „Войната ще започне скоро“.
- В сцената, когато Катрин Брустър и Джон Конър си припомнят първата си целувка в училище, се чува фамилията Крипке – техен съученик, в мазето на чиято къща всичко се е случило. Думата Крипке кара Клеър Дейнс и Ник Стал да се засмеят толкова, че им отнема няколко дубъла, за да изиграят тази сцена сериозно и да не се хихикат в кадър.
- В оригиналния сценарий Джон Конър е успешен програмист, който взима активно участие в създаването на Skynet, а терминаторът T-X може да приема „газообразна енергийна форма“.
- Филмът е трябвало да бъде заснет във Ванкувър, но по-късно е преместен в Лос Анджелис.
- Според компютърния дисплей на Терминатор той използва 760 патрона при престрелка на гробището, без да убие никого.
- По време на снимките на сцената, в която Скот Мейсън се трансформира в T-X, и двамата актьори са заснети, изпълнявайки едни и същи движения и след това „смесени“ с помощта на компютърна технология, за да се създаде желания ефект. По време на снимките актьорът Марк Фамилиети, който изиграва ролята на Скот, трябва да носи обувки с дебели подметки, тъй като Кристана Локен е малко по-висока от него.
- Супербоул (Суперкупата по американски футбол) е едно от най-гледаните телевизионни събития в Съединените щати, поради което режисьорите публикуват 30-секундна реклама по време на излъчването на Суперкупа за 2,1 милиона долара.
- В една сцена от филма T-X влиза в хангар с десетки роботи T-1 и активира „малките си братя“. Всъщност това е компютърна графика и са създадени само три модела T-1 в пълен мащаб за заснемането.
- С промоционална цел Indian Motorcycle Co. предоставя на режисьорите осем мотоциклети California Highway Patrol и един от тези мотоциклети е смазан от камион по време на снимките на сцената на преследването.
- По време на репетициите две седмици преди заснемането на сцената на преследването, 140-тонен кран аварира и е сериозно повреден. Нов кран за 1,5 милиона долара не е възможно да се купи, така че ремонтните екипи работят денонощно, за да оправят навреме масивната основна машина за снимките.
- Криптата на Сара Конър (която всъщност съдържа много оръжия) се намира в „Гробище Грийлаун“. Същото име е дадено на гробището, където майката на Норман Бейтс (която Норман по-късно изравя) е погребана в легендарния филм „Психо“.

## Награди и номинации
| Награда | Категория                           | Номиниран(и)                     | Резултат  |
| ------- | ----------------------------------- | -------------------------------- | --------- |
| Сателит | Най-добри визуални ефекти           | Най-добри визуални ефекти        | номинация |
| Сатурн  | Най-добър научнофантастичен филм    | Най-добър научнофантастичен филм | номинация |
| Сатурн  | Най-добри специални ефекти          | Най-добри специални ефекти       | номинация |
| Сатурн  | Най-добър грим                      | Най-добър грим                   | номинация |
| Сатурн  | Най-добра актриса в поддържаща роля | Кристана Локен                   | номинация |

## Филми от поредицата за „Терминатор“
Поредицата „Терминатор“ включва 6 филма:
- „Терминаторът“ (1984)
- „Терминатор 2: Денят на страшния съд“ (1991)
- „Терминатор 3: Бунтът на машините“ (2003)
- „Терминатор: Спасение“ (2009)
- „Терминатор: Генисис“ (2015)
- „Терминатор: Мрачна съдба“ (2019)